# فصالة
فصالة بلدة موريتانية وإحدى بلديات ولاية الحوض الشرقي.